# پپه ایبنو با
پپه ایبنو با (انگلیسی: Pape Ibnou Ba؛ زادهٔ ۵ ژانویهٔ ۱۹۹۳) بازیکن فوتبال اهل سنگال است.
وی همچنین در تیم ملی فوتبال موریتانی بازی کرده‌است.